# The J. Geils Band
The J. Geils Band (ранее известная как The J. Geils Blues Band) — американская рок-группа, образованная в 1967 году в Вустере, штат Массачусетс, под руководством гитариста Джона «Дж.» Гейлса. В состав оригинальной группы входили вокалист Питер Вулф, харпер и саксофонист Ричард «Мэджик Дик» Сальвиц, барабанщик Стивен Бладд, вокалист/клавишник Сет Джастман и басист Дэнни Кляйн. Вулф и Джастман были основными авторами песен. Группа играла блюз-рок с влиянием R&B в 1970-х годах и вскоре достигла коммерческого успеха, прежде чем перейти к более популярному радио-звучанию в начале 1980-х, что привело группу к коммерческому пику. Они исполнили микс кавер-версий классических блюзовых и R&B песен, а также оригинальные композиции, написанные в основном Вульфом и Джастманом, а также некоторые групповые композиции, написанные под псевдонимом Juke Joint Jimmy, представляющие собой композиции, приписываемые всей группе в целом. После того, как Вульф покинул группу в 1983 году, чтобы заняться сольной карьерой, группа выпустила еще один альбом в 1984 году с Джастманом на ведущем вокале, прежде чем распалась в 1985 году. Начиная с 1999 года группа несколько раз воссоединялась вплоть до смерти ее тезки, Дж. Гейлса, 11 апреля 2017 года.
В начале 1970-х группа выпустила несколько синглов, вошедших в Top 40, включая кавер-версию песни «Lookin' for a Love» группы The Valentinos (которая достигла 39-го места в Billboard Hot 100 в 1972 году), а также сингл «Give It to Me» (30-е место в 1973 году). Среди их самых больших хитов были «Must of Got Lost» (12-е место в 1975 году), «Come Back» (32-е место в 1980 году), «Love Stinks» (38-е место в 1980 году и прозвучала в нескольких фильмах), «Centerfold» (1-е место в 1982 году) и «Freeze-Frame» (4-е место в 1982 году).

## Дискография
- The J. Geils Band (1970)
- The Morning After (1971)
- Bloodshot (1973)
- Ladies Invited (1973)
- Nightmares...and Other Tales from the Vinyl Jungle (1974)
- Hotline (1975)
- Monkey Island (1977)
- Sanctuary (1978)
- Love Stinks (1980)
- Freeze Frame (1981)
- You're Gettin' Even While I'm Gettin' Odd (1984)